# Джуліан Бінг
Фельдмаршал Джуліан Бінг (англ. Julian Byng, 1st Viscount Byng of Vimy); 11 вересня 1862, Ротам Парк, Гартфордшир, Англія 6 червня 1935, Торп-ле-Спокен, Ессекс, Англія) — британський військовий, 12-й Генерал-губернатор Канади після федерація.

## Біографія
Бінг народився в Англії у шляхетській сім'ї, внуч Фельдмаршал Джон Бинг (англ. John Byng, 1st Earl of Strafford), навчився Ітонський Коледж, вступав на військову службу в р. 1879, пости в Індії та в Єгипті. У р. 1884 Бінг убрав участь в Битва Ел-Теб (англ. Battles of El Teb) під час  Війна Махдістів  (англ. Mahdist War).
Бінг повертався до Англії в р. 1892 навчився Стаф (Військові) Коледж (англ. Staff College) в містечку Камберлі, граф Суррей, Англія.
На початки р. 1899 Друга англо-бурська війна Бінг сприяла підвищенню його до підполковника. Бінг повертався до Англії в р. 1902, йому присуджено «Королівський Вікторіанський Орден — четвертий клас» (англ. Royal Victorian Order).
У р. 1905 Бінг служив командиром 'Другої Кавалерії Бригади' (англ. 2nd Cavalry Brigade); в р. 1906 йому присуджено «Орден Ванни» (англ. Order of the Bath) клас «Кавалери».
У р. 1909 Бінг сприяв до Майор-Генерал, в р. 1910 служив командиром Британське військо в Єгипті доки на початки Першої Святої Війни.
На початки Першої Святої Війни Бінг служив командиром 'Третьої Кавалерії Розподіли' (англ. 3th Cavalry Division), Британський Експедиційні Корпус (англ. British Expeditionary Force) до Франції, брав участь Перша Битва Іпр (англ. First Battle of Ypres), йому присуджено Орден Святого Михайла і Святого Георгія клас «Лицар Командор».
В р. 1915 Бінг служив командором 9-й армійський Корпус і евакуював сили від Галліполі і пізніше служив командором на військовій базі Суецький канал; в р. 1916 йому присуджено «Орден Ванни» (англ. Order of the Bath) клас «Лицар Командор».
В р. 1916 Бінг служив командором 17-й армійський Корпус, в липні 1916 служив командором «Канадський Експедиційні Корпус».
В р. 1917 Бінг і Канадський Генерал Артур Кюррі (англ. Arthur Currie) привіли Канадської перемоги Битва при Вімі (англ. Battle of Vimy Ridge).
В р. 1917 липня Бінг служив командором 3-й армія" — найвеликий британський армія; вклучив найперші «Mark I» танки під час Битви при Камбре"; в р. 1919 йому присуджено «Орден Ванни» (англ. Order of the Bath) клас «Лицар Великого Хреста».
В р. 1919 присуджував титул «Барон Бінг Вімі, Торп-Ле-Сокен Граф Ессекс» (англ. Baron Byng of Vimy, of Thorpe-le-Soken in the County of Essex)
У в p. 1921 йому присуджено «Орден Святого Михайла і Святого Георгія» клас «Лицар Великого Хреста»; назначено Генерал-губернатор Канади, обіймав цю посаду доки р. 1926.
У в роках 1928—1931 Бінг назначено комісаром (директор) столичної поліції Лондона. В 1932 р. Бінга підвищили до Фельдмаршала; в р. 1935 він помер.